# Гато Гамбароне (Парма)
Гато Гамбароне је насеље у Италији у округу Парма, региону Емилија-Ромања.
Према процени из 2011. у насељу је живело 38 становника. Насеље се налази на надморској висини од 94 м.